# Malá činka
Malá činka (také Messier 76 nebo NGC 650 a NGC 651) je planetární mlhovina v souhvězdí Persea. Objevil ji Pierre Méchain 5. září 1780. Patří mezi nejslabší objekty Messierova katalogu.

## Pozorování

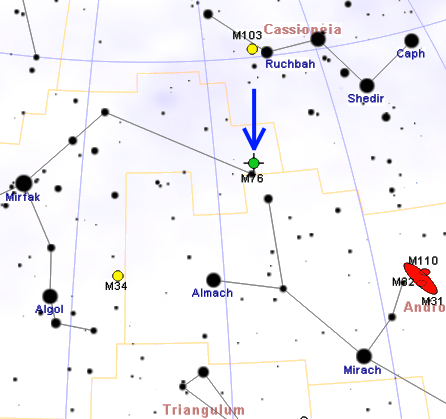
Poloha mlhoviny Malá činka v souhvězdí Persea.

M76 se vyhledává poněkud obtížněji, a to nejen kvůli jejímu slabému jasu, ale také proto, že se v jejím okolí nenachází jasné hvězdy. Při jejím hledání je možné vyjít od hvězdy 4. magnitudy φ Persei, od níž M76 leží necelý stupeň severním směrem. Mlhovina je mimo dosah středně velkých triedrů, ale většími triedry, jako například 11x80, může být vidět jako slabá rozostřená tečka. Dalekohledy o průměru 150 mm ji ukážou jako objekt protažený od severovýchodu na jihozápad a větší přístroje ukážou její dva výčnělky, díky kterým vypadá podobně jako mlhovina Činka v souhvězdí Lištičky.
Mlhovina má velkou severní deklinaci, proto je na velké části severní polokoule cirkumpolární, a to v téměř celé Evropě a severní Americe. Naopak na jižní polokouli je viditelná pouze blízko rovníku a obratníku Kozoroha. Nejvhodnější období pro její pozorování na večerní obloze je od září do února.

## Historie pozorování
Mlhovinu objevil Pierre Méchain 5. září 1780 a oznámil to svému kolegovi Charlesi Messierovi, který ji pozoroval 21. října 1780 a do svého katalogu ji přidal s tímto popisem: „Tvoří ji pouze slabé hvězdy a mlhovina. I slabé světlo používané k osvětlení stupnice způsobí, že přestane být vidět.“
William Herschel byl přesvědčen, že jde o dvě nerozlišitelné mlhoviny, a proto je považoval za dva samostatné objekty a přiřadil jim dvě čísla. Tento omyl byl později přenesen i do New General Catalogue, ve kterém má mlhovina také dvě čísla. Thomas William Webb ji přirovnal k mlhovině M27, když napsal, že vypadá jako její zmenšenina. Isaac Roberts později pomocí astrofotografie zjistil, že to nejsou dva, nýbrž jediný objekt. Heber Curtis ji pak v roce 1918 správně zařadil mezi planetární mlhoviny.

## Vlastnosti

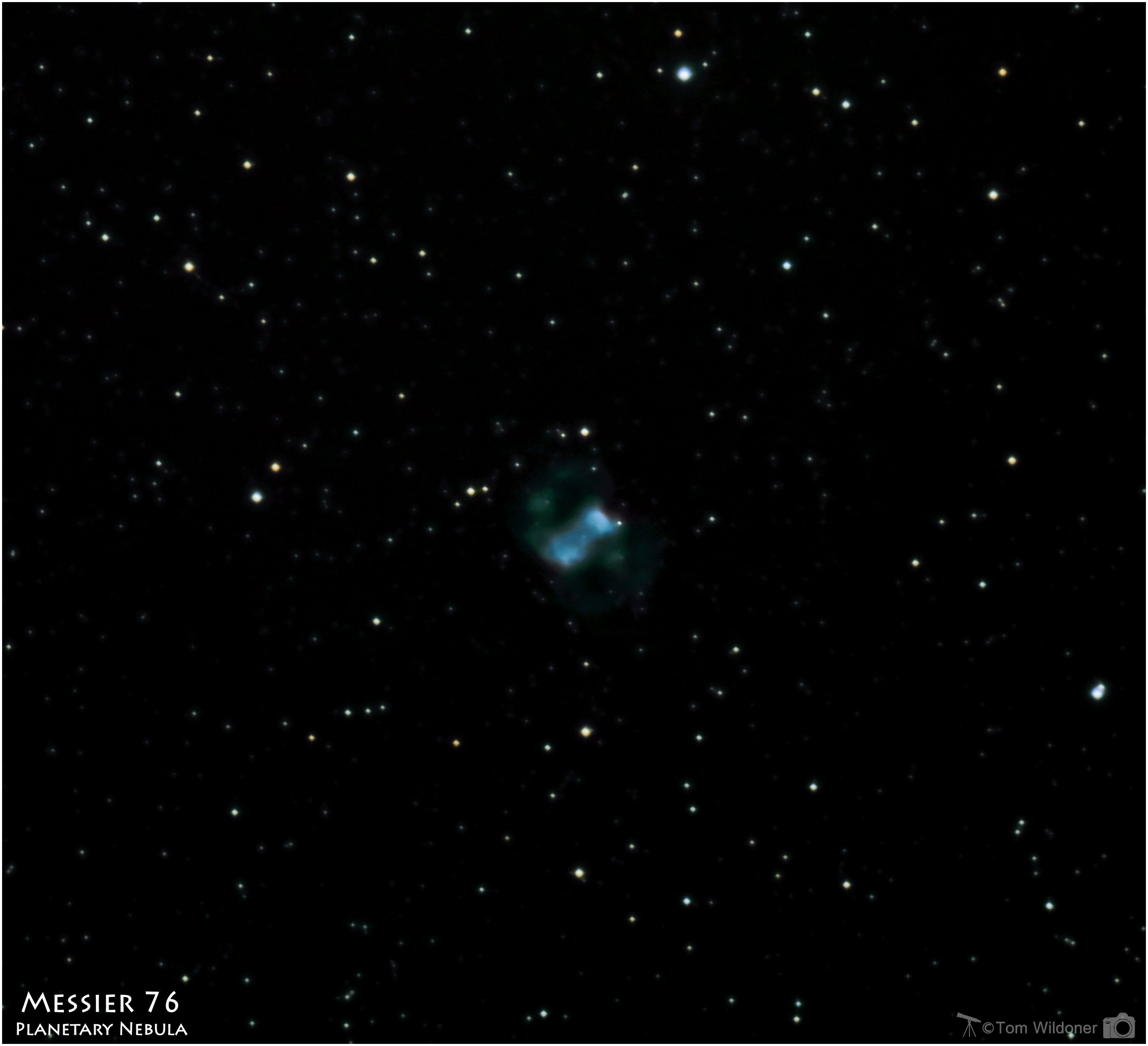
Amatérský snímek mlhoviny M76. Autor: Tom Wildoner

M76 je jedna z pouhých čtyř planetárních mlhovin v Messierově katalogu. V New General Catalogue má dvě čísla, protože se v době jeho vzniku předpokládalo, že jde o dvojitou mlhovinu, jejíž dvě složky se dotýkají. NGC 651 je však pouze severovýchodní část celé mlhoviny. Svým vzhledem může do jisté míry připomínat mlhovinu Činka. Nejjasnější část mlhoviny je velmi pravděpodobně jasný a mírně eliptický prstenec, který je směrem k Zemi natočen hranou – jeho rovníková rovina je od Země odkloněná pouze o několik stupňů. Podél osy, která je na tuto rovinu kolmá, se plyny rozpínají mnohem rychleji a vytváří tak méně jasné výběžky tvaru motýlích křídel.
Se svou hvězdnou velikostí 10,1 patří mezi nejslabší objekty Messierova katalogu. Od Země je vzdálená zhruba 2 500 světelných let,
ale tato hodnota je značně nejistá. Nejjasnější část mlhoviny má rozměr 65 úhlových vteřin, ale její okolní halo má rozměr 290 úhlových vteřin. Ústřední hvězda mlhoviny má hvězdnou velikost 16,6 a velmi vysokou teplotu 60 000 K až 140 000 K. Tento bílý trpaslík bude pravděpodobně následujících několik desítek miliard let postupně chladnout.

### Knihy
- O'MEARA, Stephen James. Deep Sky Companions: The Messier Objects. New York: Cambridge University Press, 1998. Dostupné online. ISBN 0-521-55332-6. (anglicky)

### Mapy hvězdné oblohy
- Toshimi Taki. Taki's 8.5 Magnitude Star Atlas [online]. 2005 [cit. 2018-09-17]. Dostupné v archivu pořízeném dne 2018-11-05. (anglicky) – Atlas hvězdné oblohy volně stažitelný ve formátu PDF.
- TIRION; RAPPAPORT; LOVI. Uranometria 2000.0 - Volume I - The Northern Hemisphere to -6°. Richmond, Virginia, USA: Willmann-Bell, inc., 1987. Dostupné online. ISBN 0-943396-14-X.
- TIRION; SINNOTT. Sky Atlas 2000.0. 2. vyd. Cambridge, USA: Cambridge University Press, 1998. ISBN 0-933346-90-5.
- TIRION. The Cambridge Star Atlas 2000.0. 3. vyd. Cambridge, USA: Cambridge University Press, 2001. Dostupné online. ISBN 0-521-80084-6.

### Vědecké články
- BARUCCO, Diego. Osservazione visuale e CCD di M76, nebulosa planetaria bipolare toroidale. S. 28–31. Astronomia [online]. Unione Astrofili Italiani, květen 2007 [cit. 2018-09-19]. S. 28–31. Dostupné online. (italsky)